# Chiquitano jezik
Chiquitano jezik (ISO 639-3: cax; chiquito, tarapecosi), indijanski jezik kojim se služe Chiquito Indijanci iz Bolivije. Ima više dijalekata concepción, san ignacio de velazco i san javier (javierano, xavierano), santiago, san miguel.
Govori ga 5 860 ljudi (Adelaar 2000). ISA (2000) navodi 2 000 u Brazilu. Etničkih: 47 086 (Adelaar 2000). Čini samostalnu porodicu čikito, dio velike porodice macro-ge

## Vanjske poveznice
- Ethnologue (14th)
- Ethnologue (15th)